# Hōnen

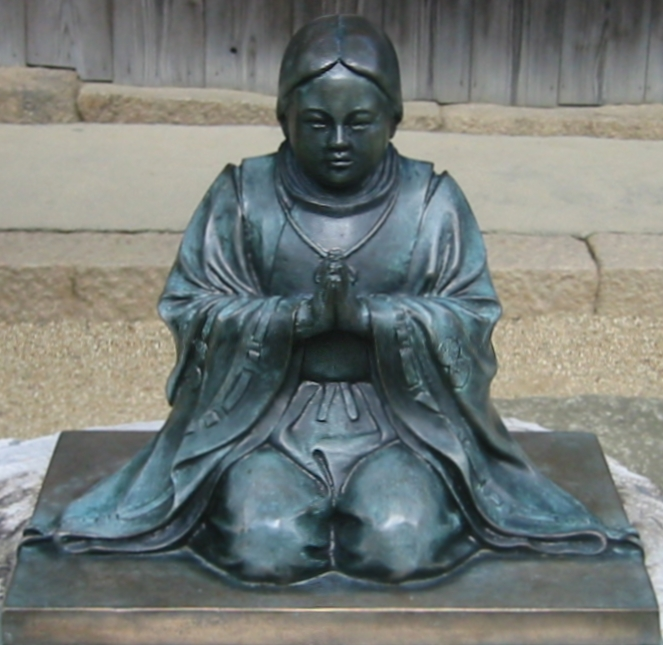
Estatua de Hōnen.

Hōnen (法然? 1133 - 1212), también conocido como Genkū, fue la figura fundadora de Jōdo-shū (浄土宗? «Escuela de la Tierra Pura»), la primera rama independiente del Budismo de la Tierra Pura japonés. 
Hōnen se convirtió en un iniciado Tendai a una edad temprana, pero creció desafecto y buscó un enfoque del budismo que todas las personas de todas las clases y géneros pudieran seguir, incluso durante la actual Era de Decadencia del Dharma. Tras leer el Comentario de Shandao sobre el Sūtra de la Contemplación, Hōnen se dedicó a alcanzar el nacimiento en la tierra pura del Buda Amitābha (Amida) mediante la práctica de la «recitación del nombre de Buda» (Jp: nembutsu) y a difundir esta enseñanza entre todas las personas.
Hōnen reunió a un amplio conjunto de seguidores y atrajo a numerosos críticos. A todos ellos les enseñó la sencilla práctica de recitar «Namo Amida Butsu» encomendándose al poder del voto universal de Amida.La enseñanza de la Tierra Pura de Hōnen fue muy popular entre los laicos y ejerció una gran influencia en el budismo del periodo Kamakura. Fue el primer autor japonés cuyos escritos en chino y japonés se imprimieron en la historia del budismo japonés.
Tras recibir numerosas críticas contra Hōnen por parte de varias tradiciones rivales y a raíz de un incidente en la corte, el emperador Tsuchimikado exilió a Hōnen y a sus seguidores en 1207. Hōnen fue finalmente perdonado y se le permitió regresar a Kioto, donde permaneció poco tiempo antes de su muerte. Hōnen fue maestro de Shinran, el fundador del Jōdo Shinshū, la otra gran tradición japonesa de la Tierra Pura. Como tal, también se le considera el Séptimo Patriarca en la tradición Shinshū.            

## Biografía

### Primeros años
Hōnen nació en el seno de una familia prominente de la ciudad de Kume, en Okayama, provincia de Mimasaka. Su padre era Uruma no Tokikuni, un funcionario de la provincia que dirigía la policía de la zona. Hōnen recibió originalmente el nombre de Seishimaru en honor al bodhisattva Seishi (sánscrito: Mahāsthāmaprāpta). En 1141, el padre de Hōnen fue asesinado por Sada-akira, un funcionario enviado por el emperador Horikawa para gobernar la provincia. Se cree que las últimas palabras de Tokikuni a su hijo fueron: «No odies al enemigo, sino hazte monje y reza por mí y por tu liberación».
Cumpliendo los deseos de su padre, Hōnen fue iniciado en el monasterio de su tío a la edad de nueve años. A los trece, fue ordenado para estudiar en el templo primario Tendai en el Monte Hiei, cerca de Kioto.Los clérigos en el Monte Hiei tomaron los votos del bodhisattva y luego se sometieron a 12 años de entrenamiento. Mientras en el monte Hiei, Hōnen estudió con Genkō (源光), Kōen (皇円) y, más tarde, con Eikū (叡空). Con Kōen fue ordenado oficialmente como sacerdote tendai, mientras que con Eikū recibió el nombre de Hōnen-bō Genkū (法然房源空).

### Salida de Hiei

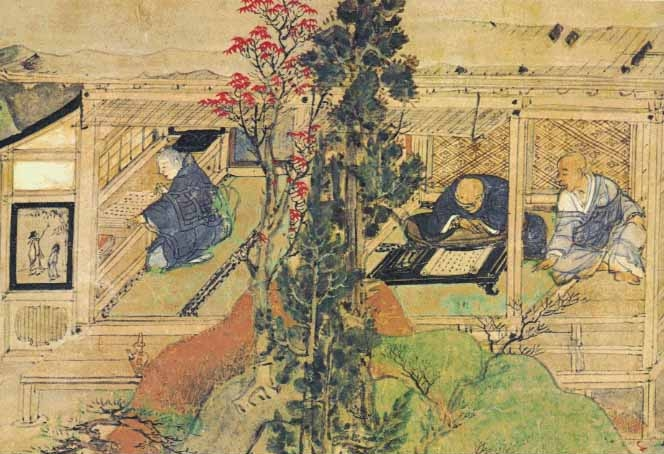
Hōnen estudiando las escrituras en el monte Hiei, del Edén de Honen Shonin (versión Chion-in), una biografía ilustrada de Hōnen c..

En 1150, Hōnen dejó su templo en Hiei por el monasterio de Kurodani, buscando vivir en reclusión.Hōnen eventualmente creció insatisfecho con las enseñanzas de Tendai. A la edad de 24 años, Hōnen fue entonces a estudiar a la ciudad de Saga, luego a Nara, y se quedó en templos como Kōfuku-ji y Tōdai-ji. Todavía no satisfecho, regresó a las bibliotecas del monte Hiei y siguió estudiando.Durante este tiempo, Hōnen se sintió profundamente afectado por el contraste entre el sufrimiento de la gente común y la vida de los monjes budistas de élite y sus templos ornamentados. Comenzó a buscar un camino que permitiera la liberación de todas las personas, no sólo de las élites y los monjes.
Durante este periodo, se dice que Hōnen leyó cinco veces todo el canon budista chino. Quedó profundamente impresionado cuando, a la edad de cuarenta y tres años, leyó el Comentario al Sutra de la Contemplación (en chino, 觀經四帖疏; pinyin, Guānjīng Sìtièshū) del maestro chino de la Tierra Pura Shandao (613-681).
Este comentario persuadió a Hōnen a creer que el nembutsu (ch: nianfo, la recitación fiel del nombre del Buda Amida) era todo lo que uno necesitaba para entrar en la tierra pura de Amitābha y alcanzar la Budeidad. Anteriormente, el nianfo se recitaba junto con otras prácticas, pero Shandao fue el primero en proponer que sólo el nianfo era necesario. Esta nueva comprensión impulsó a Hōnen a abandonar el monte Hiei en 1175 y a centrarse en la práctica dedicada únicamente al nembutsu

### Una figura en alza en la capital
Hōnen se trasladó al distrito de Ōtani en Kioto (la capital de Japón en aquella época), donde comenzó a enseñar la simple recitación del nembutsu a multitudes de laicos, estableciendo un gran número de seguidores.Enseñaba que a través de esta simple práctica, todas las personas podían alcanzar la Budeidad en la tierra pura. No era necesario convertirse en monje ni meditar intensamente, bastaba con pronunciar el nombre de Buda con fe.
Durante esta época, el conflicto entre los clanes Minamoto y Taira (que culminaría en la guerra Genpei de 1180-1185) sumió a la nación en el caos. Mucha gente acudió a la capital en busca de refugio y la enseñanza de Hōnen sobre la salvación universal a través del buda Amida se hizo muy atractiva.Durante esta época, el también viajó por la región de Kansai, y es probable que también se encontrara con varios nembutsu hijiri (santos del nembutsu) que pueden haber influido en su pensamiento.
Las enseñanzas de Hōnen atrajeron a todo tipo de personas, desde samuráis como Kumagai Naozane, hasta mercaderes, prostitutas, ladrones y otros elementos de la sociedad normalmente excluidos de la práctica budista. Hōnen era un hombre reconocido en Kioto, y muchos sacerdotes y nobles se aliaron con él y lo visitaron en busca de consejo espiritual. La popularidad de sus enseñanzas atrajo las críticas de notables contemporáneos como Chikai, Myōe y Jōkei, entre otros, que argumentaban en contra de Hōnen.Esto condujo a un debate público (conocido como la Controversia de Ohara) en 1186 entre Hōnen y algunos monjes representantes de otras escuelas. La popularidad de Hōnen aumentó tras este debate y ganó más seguidores

En 1190, Hōnen tuvo el gran honor de ser invitado a dar una serie de conferencias sobre los sutras de la Tierra Pura en el templo nacional de Tōdai-ji. Después de estas conferencias, se hizo aún más popular, dando más conferencias en Kioto, incluyendo charlas públicas que atrajeron a grandes multitudes.También fue invitado a dar conferencias en la corte del regente imperial (kampaku) Kujō Kanezane (1149-1207), que luego se convirtió en seguidor de Hōnen.A instancias de Kanezane, Hōnen reelaboró sus conferencias en su obra magna, el Senchakushū, que resume sus principales enseñanzas. 

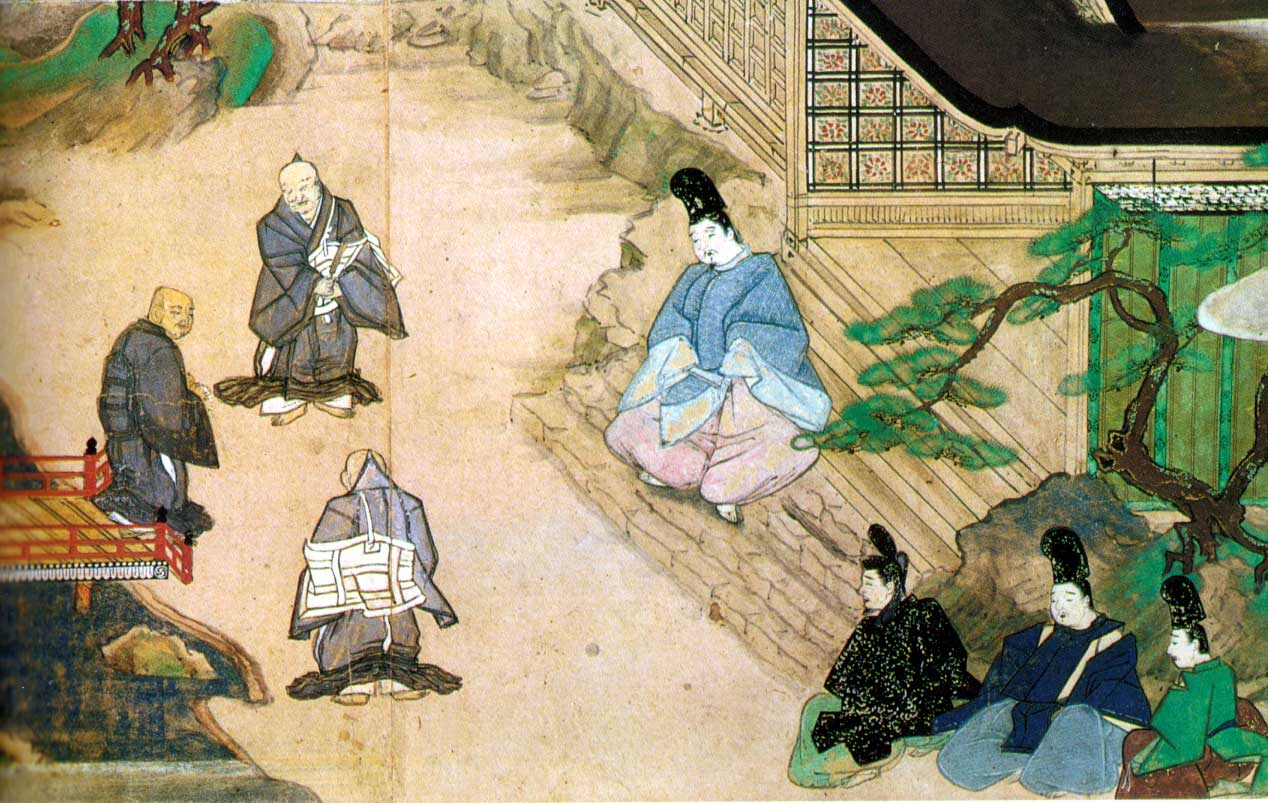
Hōnen se reúne con Kujo Kanezane

A medida que la enseñanza de Hōnen se hizo popular y se extendió por toda la nación, algunos individuos comenzaron a interpretar las enseñanzas de maneras más radicales e inesperadas, incluyendo formas de antinomianismo así como críticas a otras escuelas budistas.En 1204, los monjes Tendai del monte Hiei imploraron a su sacerdote principal que prohibiera las enseñanzas del nembutsu exclusivo y que desterrara a cualquier adepto de su principado.

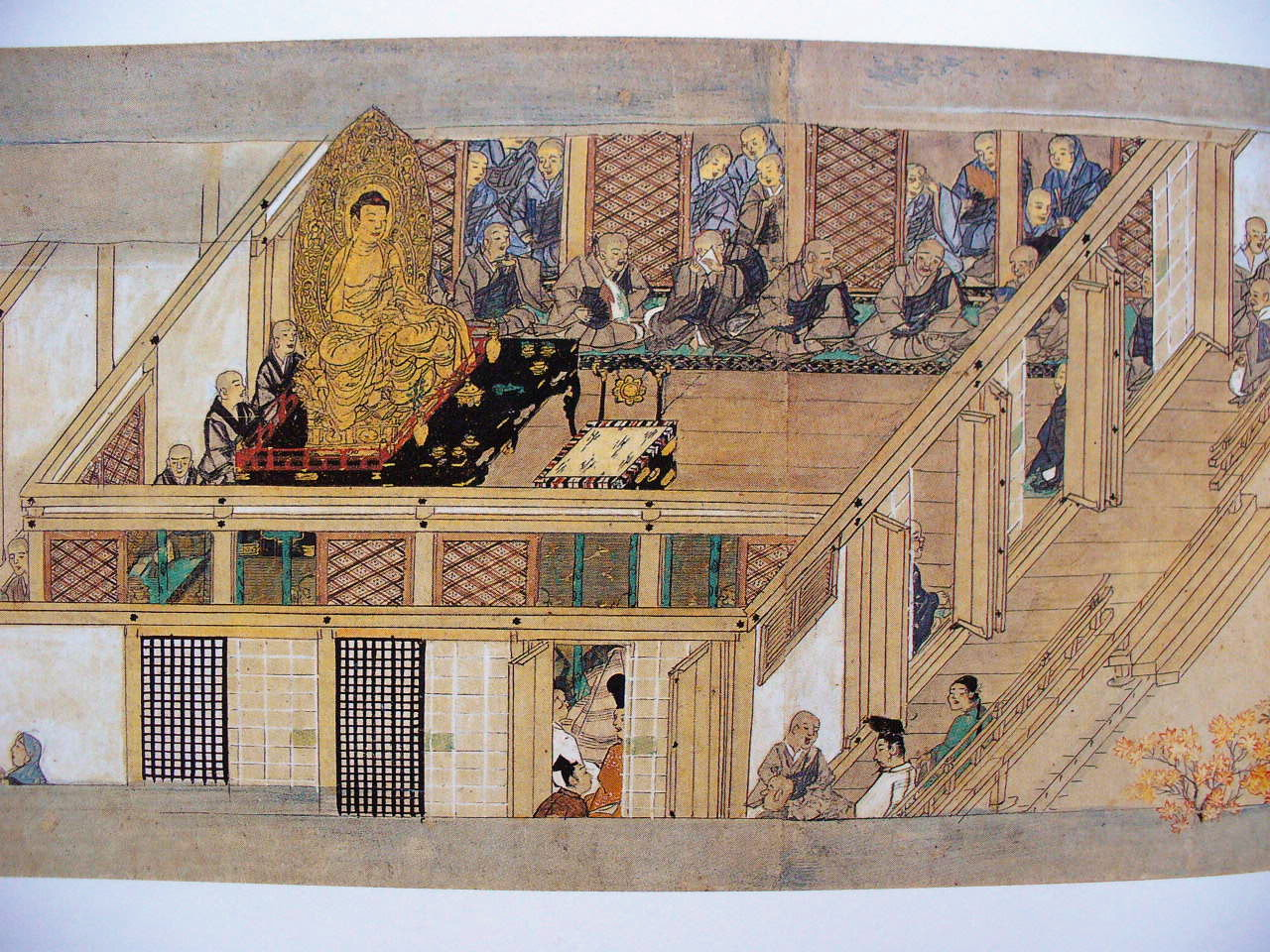
Preparación del debate de Ohara

En 1205 el templo de Kōfuku-ji, situado en Nara, imploró al emperador Toba II que sancionara a Hōnen y a sus seguidores. El templo proporcionó al emperador nueve cargos contra los seguidores de Hōnen. Los detractores de Hōnen citaron ejemplos de sus seguidores, como Gyoku y Kōsai, que supuestamente cometieron actos vandálicos contra templos budistas, rompieron intencionadamente los preceptos budistas o hicieron que otros se apartaran intencionadamente de las enseñanzas budistas establecidas.Las acusaciones argumentaban que el énfasis en el nembutsu negaba la utilidad de todas las demás prácticas budistas y desalentaba el culto tradicional a los kami. También argumentaban que Hōnen colocaba al laico más humilde en pie de igualdad con el monje más sabio, haciendo inútil a todo el estamento monástico.
En respuesta, Hōnen y sus seguidores acordaron firmar el Shichikajō-kishōmon («Juramento de los Siete Artículos»), que pedía moderación en la conducta moral y en las interacciones con otras sectas budistas, prometiendo no criticar ni insultar las enseñanzas de otras sectas.

### El exilio y los últimos años

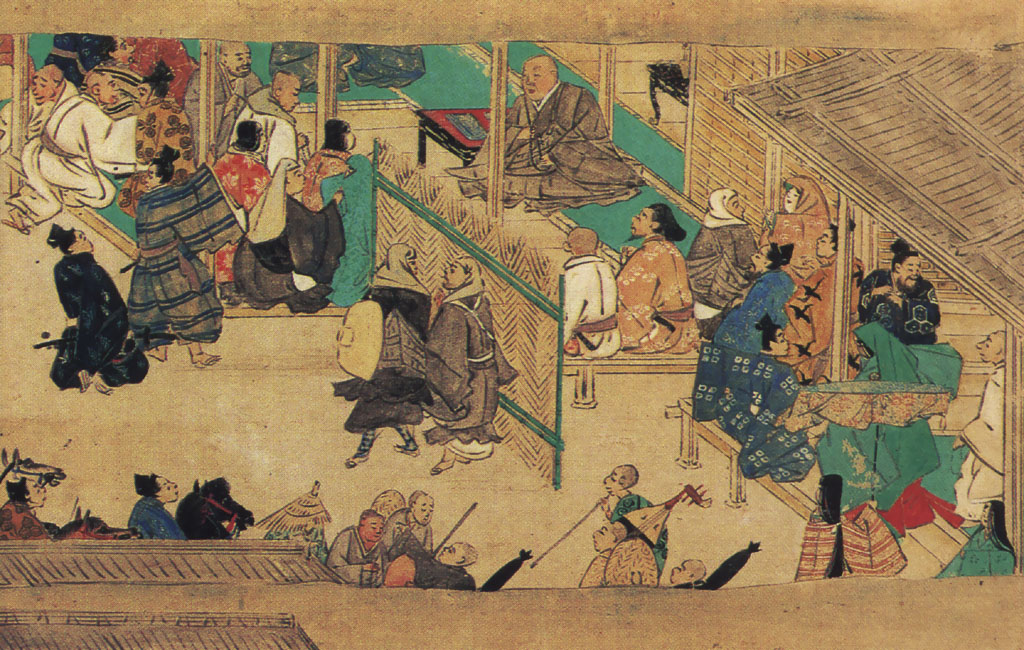
La predicación pública de Honen

El clamor en torno a las enseñanzas de Hōnen se disipó durante un tiempo hasta 1207. En este año murió el regente Kanezane, y después el emperador Gotoba implantó una prohibición contra el nembutsu exclusivo. Esta prohibición fue provocada por un incidente en el que dos seguidores de Hōnen celebraron un retiro de nembutsu al que asistieron diversas personalidades, entre ellas dos damas de la corte. Los discípulos de Hōnen fueron acusados de utilizar la práctica del nembutsu para encubrir sus relaciones sexuales con estas damas.
Como parte de la prohibición, Hōnen (ahora de ochenta años) y algunos de sus discípulos, entre ellos Bencho y Shinran, fueron exiliados a Shikoku, mientras que cuatro discípulos, fueron ejecutados.Esto se conoce como la Persecución Jogen de 1207. Se dice que Hōnen respondió a esto de la siguiente manera: «He trabajado aquí en la capital estos muchos años para la difusión del Nembutsu, y por eso he deseado durante mucho tiempo alejarme al campo para predicar a los campesinos, pero nunca llegó el momento de cumplir mi deseo. Ahora, sin embargo, por el augusto favor de Su Majestad, las circunstancias se han combinado para permitirme hacerlo"
Mientras Hōnen y algunos discípulos clave se exiliaban a la provincia de Tosa, su movimiento en Kioto seguía siendo fuerte. Durante su exilio, Hōnen difundió las enseñanzas entre la gente que encontraba, hasta entra pescadores, prostitutas y campesinos. Sin embargo, el emperador pronto revocó el exilio, aunque Hōnen no regresó a Kioto hasta 1211.En 1212, al año siguiente, Hōnen murió en Kioto, pero pudo componer el Documento de una hoja (Ichimai-kishōmon) unos días antes de morir.

## Obras

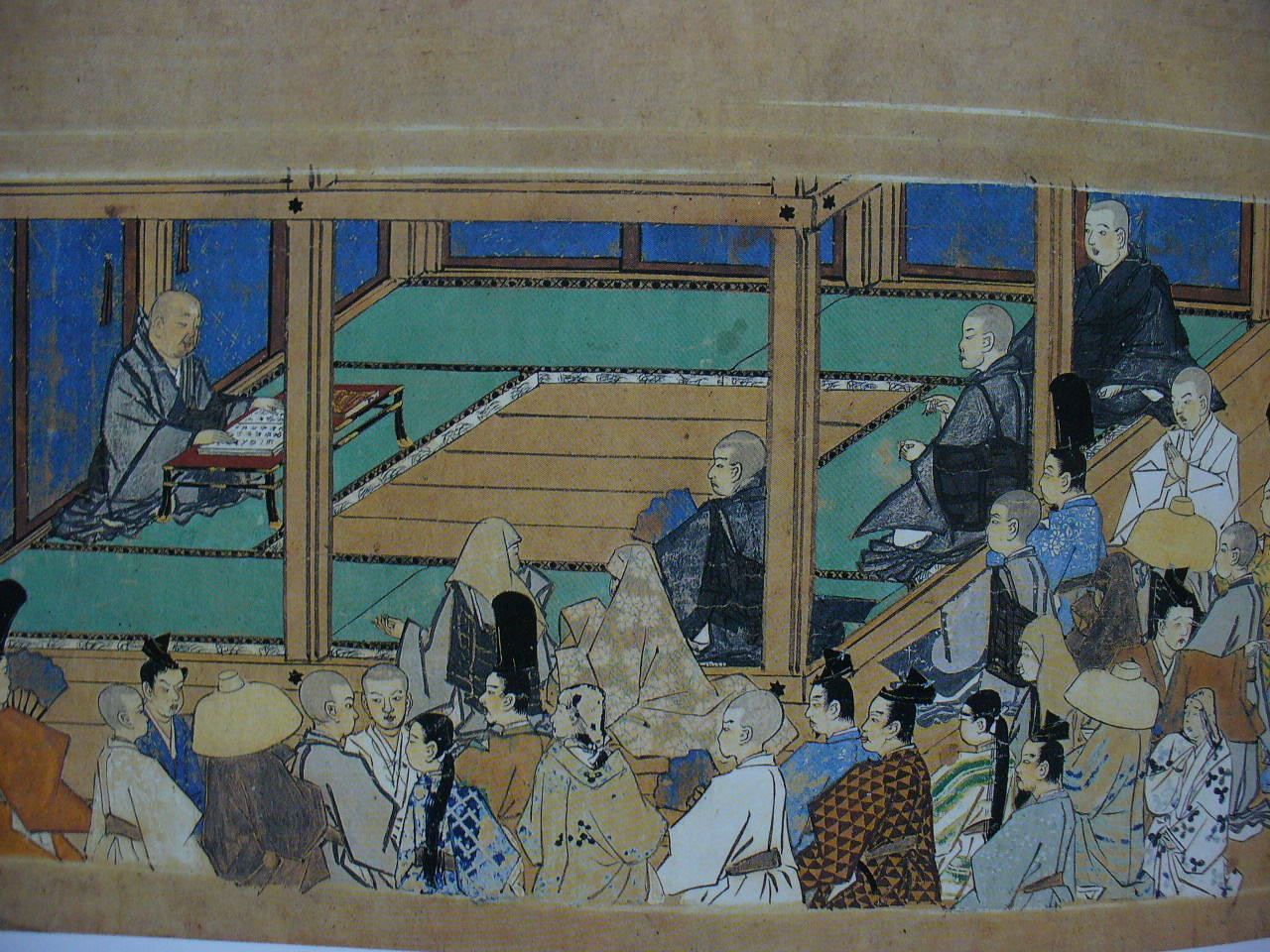
Hōnen enseñando a sus discípulos

### Senchakushū
La principal obra de Hōnen en la que expone su doctrina de la Tierra Pura es el Senchakushū o Senchaku Hongan Nenbutsushū (Colección la selección del Nenbutsu y el voto original, 選択本願念仏集), escrito en 1198 a petición del señor Kujō Kanezane (1148-1207). El documento no se difundió ampliamente hasta después de la muerte de Hōnen. Sin embargo, fue copiado y distribuido entre los discípulos cercanos de Hōnen, incluso por Shinran, quien hizo su propia copia.
Cuando Hōnen fue exiliado en 1207, sus discípulos de Kioto trabajaron para que se imprimiera el texto (utilizando la impresión tradicional de bloques de madera). La talla de los bloques se completó en 1211 y las primeras copias se imprimieron y distribuyeron públicamente.Esta fue la primera impresión del texto de un autor budista japonés y causó otro alboroto entre otras escuelas budistas. En 1227, los monjes de la escuela Tendai atacaron la imprenta y destruyeron los bloques de impresión. En 1239, los seguidores de Hōnen volvieron a tallar los bloques para poder reimprimir de nuevo el texto.

### Otras obras
Otro documento clave de Hōnen es su último testamento, el Ichimai-kishōmon (一枚起請文) o «Documento de una hoja», que es una breve encapsulación de esta enseñanza básica y a menudo se recita en los servicios hoy en día.
La mayoría de las enseñanzas y escritos de Hōnen fueron recopilados por sus discípulos tras su muerte en cuatro colecciones principales. Incluyen escritos en chino clásico y en japonés. Las colecciones son:
- Las Enseñanzas recopiladas de Kurodani-shōnin («Eminente monje de Kurodani»): La antología china (diez fascículos)
- La Colección de Enseñanzas de Kurodani-shōnin: La antología japonesa (cinco fascículos)
- El Suplemento a la Colección de Enseñanzas de Kurodani-shōnin: La antología china (un fascículo)
- Suplemento a la Colección de Enseñanzas de Kurodani-shōnin: La antología japonesa (dos fascículos)

También existen otras obras atribuidas a Hōnen que no forman parte de estas colecciones tradicionales. Los eruditos debaten la autenticidad de estas obras secundarias. Un ejemplo es la Biografía de Honen Shonin (Honen Shonin denki, también llamada Daigo-bon) descubierta en el templo Daigo-ji en 1917. Esta obra contiene numerosos textos atribuidos a Hōnen que fueron escritos o transcritos directamente por el discípulo de Hōnen, Seikan-bo Genchi.

## Enseñanza

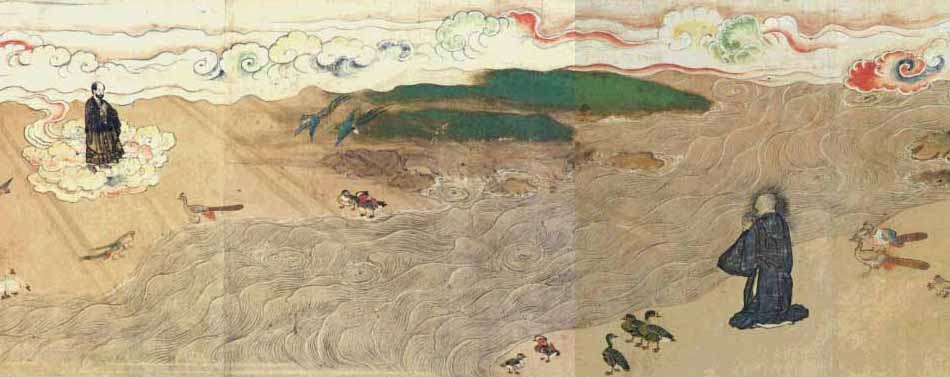
Una representación de la visión onírica de Hōnen del maestro Shandao.

Las enseñanzas de Hōnen están informadas principalmente por la tradición china de la Tierra Pura, especialmente el trabajo de maestros como Tanluan, Daochuo, Shandao y Huaigan. Elo mismo Hōnen enumera estas figuras como patriarcas de la Tierra Pura en su Jōdo goso den.Hōnen también fue influenciado por los antecedentes de la escuela Tendai, como el monje Genshin.
De todos ellos, Shandao es claramente la figura central para Hōnen, quien escribe en su Senchakushū: «El Comentario de Shandao sobre el Sutra de la Meditación es la guía de la Tierra Pura Occidental. Debe ser considerado como los ojos y los pies de los devotos del nembutsu."Hōnen va incluso más allá de esto, escribiendo una vez más en el Senchakushū que »Shandao fue una manifestación de Amida... sus obras escritas son la predicación directa de Buda Amida. Si uno desea copiar su Comentario sobre el Sutra de la Meditación, debe hacerlo según el método prescrito para copiar los sutras budistas."

### Confiar en el poder de Buda
Las enseñanzas de Hōnen presentan un camino diseñado no para el élite religioso, sino para individuos ordinarios. Su doctrina se centra en alcanzar el renacimiento en la tierra pura a través de una conexión personal con el Buda Amida y una dependencia de su "otro poder" (Jp. tariki). En contraste con el énfasis budista tradicional en alcanzar el nirvana mediante el esfuerzo individual o el «poder propio» (jiriki), Hōnen se centra en recitar el nombre de Amida (nembutsu), una práctica sencilla que ofrece la liberación a todo tipo de personas.
La premisa básica detrás de la enseñanza de Hōnen es una honestidad existencial y humildad con respecto a nuestras limitaciones para alcanzar la Budeidad.Para Hōnen, la mayoría de las personas, si no todas, no pueden alcanzar el despertar a través de las prácticas Mahayana basadas en el autoesfuerzo (las perfecciones, la meditación, etc). Esto se debe a que la mayoría de las personas son «bombus» ilusos y falibles (tontos comunes llenos de impurezas). Hōnen ciertamente creía eso de sí mismo, a pesar de que había pasado años en entrenamiento monástico. Dado que la gente común carece de la capacidad de liberarse a sí misma, su única otra opción es tener fe en el poder salvífico del Buda Amitabha. Así, Hōnen argumentó que deberíamos recurrir a la práctica fácil del nembutsu (la recitación fiel del nombre de Buda en la frase: Namo Amida Butsu, «Homenaje al Buda Amida») y confiar completamente en el poder del Buda para liberarnos de este mundo hacia la tierra pura después de la muerte.
Esta actitud de dependencia en un poder superior también sirve para disolver nuestros apegos al sentido del yo y sus capacidades. Esto es algo que Hōnen creía que se encontraba en todos aquellos que practican los caminos que confían en el poder propio y en el esfuerzo individual.Aparte de esto, Hōnen también creía que la práctica que confía en el nembutsu y en el poder de Buda era aún más importante en su época actual. Esto se debe a que creía que el mundo había entrado en la era del declive del Dharma (Jp: Mappō) en la que los métodos tradicionales de auto-poder ya no eran efectivos para la mayoría de la gente.

### Nembutsu
Las enseñanzas de Hōnen sobre el nembutsu se resumen brevemente en su obra final, el Documento de una hoja, en el que Hōnen también afirma que no tiene «ninguna otra enseñanza» que el nembutsu. Este breve texto que contiene el núcleo de la enseñanza de Hōnen afirma que el nembutsu no es un tipo de meditación, ni requiere estudio o comprensión.Por lo tanto, Hōnen escribe que el último método de liberación que enseñaː
No es más que la mera repetición del 'Namu Amida Butsu', sin duda alguna, de Su misericordia, mediante el cual uno puede renacer en la Tierra de la Beatitud Perfecta.  La mera repetición con fe firme incluye todos los detalles prácticos, como la triple preparación de la mente y las cuatro reglas prácticas.  Si yo, como individuo, tuviese alguna doctrina más profunda que esta, me perdería la misericordia de los Dos Honorables, Amida y Shakyamuni, y me quedaría fuera del Voto del Buda Amida.  Aquellos que creen esto, aunque entienden claramente todas las enseñanzas que Shakyamuni enseñó a lo largo de su vida, deben comportarse como personas ingenuas, que no conocen ni una sola letra, o como monjas ignorantes o monjes cuya fe es implícitamente simple.  Por lo tanto, sin aires pedantes, deberían practicar fervientemente la repetición del nombre de Amida, solamente.
Para Hōnen, el nembutsu es un regalo del Buda Amida que tiene el poder de establecer una relación kármica entre el devoto y el Buda. Hōnen creía que el nembutsu fue «elegido» o «seleccionado» (jp. senchaku) por el propio Buda como la práctica principal, infundiéndole todo su poder y mérito. Además, para Hōnen, el nembutsu es realmente el propio Buda en forma sónica, y por lo tanto decir el nembutsu y escucharlo es manifestar y experimentar un nirmāṇakāya (cuerpo de transformación) del Buda Amida.

### La «selección» del nembutsu
La enseñanza de Hōnen se centra en el nembutsu como la práctica elegida por Amida Buda, el «nenbutsu seleccionado del voto original» (senchaku hongan nenbutsu), considerándolo la práctica budista central y más importante. La razón por la que el Buda eligió esta práctica y le infundió su poder es que su compasión es tan grande que desea que todos los seres tengan éxito. Por lo tanto, promoverá la práctica que sea más fácil y accesible para el mayor número de seres.

Hōnen escribe en el Senchakushū que, dado que el nembutsu es fácil de practicar en comparación con otras prácticas, es la práctica más universal enseñada por el Buda, cuya compasión busca la «igualdad» soteriológica (byōdō) del nacimiento en la tierra pura para todas las personas.Hōnen escribeː
Dado que el nenbutsu es fácil, está abierto a todas las personas. Como las múltiples prácticas son difíciles, no están abiertas a las diversas capacidades humanas. Sin embargo, ¿no era el objetivo del Voto Fundamental (hongan) de Amida abandonar lo difícil y adoptar las prácticas fáciles para permitir que todos los seres sintientes alcanzaran el nacimiento en igualdad? Si el Voto Fundamental exigiera hacer imágenes de Buda o construir estupas, los pobres e indigentes tendrían que renunciar a la esperanza de nacer. Sin embargo, las personas ricas y nobles son pocas y las pobres y humildes son extremadamente numerosas. Si el Voto Fundamental exigiera sabiduría e inteligencia elevada, los necios y los torpes tendrían que renunciar a la esperanza de nacer.... Si el Voto Fundamental hubiera exigido las diversas prácticas [mencionadas] anteriormente, las personas capaces de alcanzar el nacimiento serían pocas y las que no lo lograrían serían numerosas. Sin embargo, Amida Tathagata, cuando hace mucho tiempo era el monje Dharmākara, siendo movido por la compasión de la igualdad con el fin de abarcar a todos los seres comprensivamente, no hizo el Voto Fundamental para el nacimiento requiriendo las diversas prácticas tales como hacer estatuas de Buda o construir estupas. Hizo el Voto Fundamental exigiendo únicamente la práctica de recitar el nenbutsu.
Por lo tanto, la razón principal por la que Buda eligió el nembutsu como práctica suprema fue que la inmensa mayoría de la gente es pobre, inculta, mancillada, imprudente y se ve obligada por las circunstancias a violar los preceptos (por ejemplo, en el caso de los pescadores, etc.). Si la liberación dependiera únicamente de prácticas difíciles y que requieren mucho tiempo, la mayoría no se liberaría. Por ello, el Buda Amida optó compasivamente por supeditar el nacimiento en su tierra pura a la práctica más accesible, haciendo que la liberación estuviera verdaderamente abierta para todos los seres. Esta idea revolucionaria va en contra de la suposición tradicional de que las prácticas más importantes y eficaces del Buda eran las más complejas y difíciles de poner en práctica (es decir, las prácticas más elitistas).
Mientras que otras escuelas de budismo organizaban sus clasificaciones doctrinales basándose en qué sutra o enseñanza creían que era la más profunda, Hōnen se centró en la facilidad y accesibilidad universal del nembutsu. Dado que el nembutsu era eficaz para todo tipo de personas y en todas las épocas (incluso en la actual Era de declive del Dharma), Hōnen argumentaba que era la enseñanza suprema del Buda.Sin embargo, Hōnen seguía creyendo que el nembutsu no sólo era la práctica más accesible, sino que también era la práctica superior y la más eficaz. Esto se debe a que, para Hōnen, el nembutsu contenía en su interior el poder de Buda Amitabha, la bodichita (mente del despertar), y todos sus méritos e iluminación, así como toda la enseñanza budista.

### La igualdad
Hōnen enseñó que todas las personas podían alcanzar el nacimiento en la tierra pura a través del nembutsu, donde podían convertirse fácilmente en Budas. Esto incluía a todas las mujeres, a las clases bajas sin educación e incluso a las personas más malvadas que habían cometido las peores acciones. Esta universalidad e inclusividad hizo que sus enseñanzas fueran extremadamente populares entre todas las clases.Según Hōnen, todo esto fue posible gracias al poder del Buda y a su «gran compasión de igualdad» (byōdō no daihi), que abarca a todas las capacidades y condiciones humanas.Hōnen derivó parcialmente sus puntos de vista sobre la igualdad de Shandao, quien escribe en su comentario que «la esencia de la mente del Buda [Amida] es la compasión, y con esta gran compasión de la igualdad capta a todos [los seres sintientes] universalmente».
Hōnen conoció en su vida a todo tipo de personas, incluidos pescadores, prostitutas y samuráis, y a todos ellos les recomendó el nembutsu. Les enseñó que, aunque ahora no pudieran dejar de actuar de forma inmoral, el nembutsu aseguraría su nacimiento en la tierra pura. Por ejemplo, Hōnen respondió a una prostituta que si no podía abandonar su trabajo actual, «entonces siga recitando nembutsu tal como está... De hecho, las mujeres como usted son las invitadas más bienvenidas del Voto de Amida».Hōnen también estaba especialmente preocupado por la discriminación religiosa de las mujeres, a las que no se permitía entrar en numerosas montañas o templos sagrados, y estaban limitadas por diversos tabúes en torno al parto y la menstruación. Para Hōnen, cuando se trataba de la tierra pura, las mujeres eran tan capaces como los hombres, y los tabúes tradicionales no importaban.
Según Hōnen, lo que realmente importaba era decir nembutsu con fe. La condición de sacerdote, monje, asceta o noble no importa. En cuanto a la práctica, hizo hincapié en acciones sencillas y fáciles que todas las clases pudieran llevar a cabo, y restó importancia a las ceremonias y ofrendas caras y fastuosas. En cuanto a las instituciones religiosas, también promovió la idea de que los laicos y los monjes ordenados eran iguales en la práctica del nembutsu. Así, escribe «los méritos del nenbutsu de un hombre santo y del nenbutsu de una persona mundana son los mismos; no hay diferencia alguna».Esto indica la naturaleza radicalmente universal y democrática de la enseñanza de Hōnen, que amenazaba la influencia y el poder de las otras escuelas y la idea básica de la jerarquía monástica y sacerdotal.Además, si se dijera que los laicos tienen igual potencial para alcanzar la tierra pura y, por tanto, la budeidad, entonces el estatus y la autoridad de los monjes como mediadores del budismo para los laicos perderían mucha importancia. El empoderamiento de los laicos como agentes de su propia liberación puede verse en una carta de Hōnen que recomienda al destinatario que ya no desee un guía espiritual ordinario, sino que «confíe en Buda como guía espiritual.»
Para Hōnen, el poder del nembutsu se extendía también a la protección sobrenatural contra los espíritus (yōkai), los kami y los demonios. Este poder apotropaico había sido concedido anteriormente sólo a especialistas religiosos como los sacerdotes sintoístas y los monjes budistas, pero ahora, Hōnen lo había otorgado a todas las personas que recitaran el nembutsu. Según Martin Repp, todo esto supuso un «cambio decisivo» desde la visión tradicional de que los laicos requieren la guía y mediación de un profesional religioso hacia el «nuevo enfoque de la agencia directa por parte de un individuo religioso ordinario». Esta amenaza a su poder es parte de la razón por la que muchas élites monásticas se opusieron ferozmente a las enseñanzas de Hōnen.
El igualitarismo soteriológico de Hōnen se extendió incluso a la propia tierra pura. Quitó importancia a la doctrina de las "nueve clases de nacimiento", que sostenía que las personas más virtuosas nacerían en los niveles más altos de la tierra pura y las personas malvadas en los más bajos. Hōnen veía esta enseñanza como un medio hábil que ayudaba a prevenir la pereza y la inmoralidad entre la gente, pero no era cierto en última instancia. Argumentaba que una vez alcanzado el nacimiento en la tierra pura, los seres experimentarían el «nacimiento en igualdad» (byōdō ni ōjō) en una tierra que no tenía jerarquía alguna.

### La fe sincera
Un elemento clave de las enseñanzas de Hōnen es que es necesario abordar la práctica del nembutsu con la actitud correcta. Hōnen advertía contra la creencia errónea de que el nacimiento en la tierra pura depende del mero número de veces que uno recita el nembutsu u otros autoesfuerzos. Tal punto de vista refleja una confianza en el poder propio (jiriki), que es inadecuado para los seres ordinarios (bonpu) que viven en esta era degenerada.En lugar de ello, Hōnen enfatizó que lo que verdaderamente importa es la profundidad de la fe y la sinceridad al recitar el nembutsu. Ya sea que uno lo cante cien, mil o incluso un millón de veces, el elemento crucial es la seriedad con la que uno se confía a la compasión de Amida. Esta auténtica confianza en el poder de Amida conduce al establecimiento de una fe inquebrantable, que garantiza el renacimiento en la tierra pura.
Hōnen describió esta fe esencial utilizando el concepto de Shandao de la triple mente (sanjin), que son necesarias para alcanzar el nacimiento en la tierra pura. Estas cualidades, también llamadas la mente en paz (anjin), son:
1. La Mente Totalmente Sincera (shijōshin) - La creencia total de que uno nacerá en la tierra pura a través de la práctica del nembutsu, confiando en el voto y la promesa del Buda Amida.
2. La Mente Profunda (jinshin) - Una fe profunda y reflexiva que incluye tanto una comprensión de nosotros mismos como bombu (un plebeyo contaminado) como una confianza inquebrantable en el poder salvador de Amida.
3. La Mente que Dedica Mérito y Resuelve Nacer en la Tierra Pura (ekō hotsuganshin) - La firme resolución de dedicar el mérito acumulado de la recitación del nembutsu hacia el nacimiento en la tierra pura, con la convicción firme de que el voto de Amida asegurará este resultado.

### Repetición constante de nembutsu
En cuanto a la práctica del nembutsu, Hōnen recomendaba la recitación extensa. Recomendó que uno puede comenzar con el intento de acumular diez mil repeticiones por día («y luego pasar a veinte, treinta, cincuenta, sesenta o incluso cien mil»), con el fin de evitar la pereza.Hōnen también escribió que una práctica útil era realizar retiros de nembutsu (betsuji nembutsu) de vez en cuando para ayudarnos a mantener la concentración y el entusiasmo en el nembutsu, una práctica recomendada por Shandao y Genshin.Durante estos retiros (que tradicionalmente duran siete días), la recitación en sí puede realizarse durante seis o doce horas seguidas.

Una de las razones por las que Hōnen recomendaba la repetición constante del nembutsu parece ser que creía que el nembutsu podía erradicar todo el mal karma de uno, además de tener el poder de hacer karma puro para el futuro nacimiento en la tierra pura y la futura iluminación. Esta es la razón por la que escribe:
La práctica de toda la vida [del nenbutsu] significa generar constantemente causalidad pura (jōin o nasu) desde el primer despertar de la aspiración a la iluminación hasta [la realización de] la iluminación sin retroceder jamás.
Por supuesto, esta generación de méritos no se basaba en el propio poder, sino en el poder que el propio Buda Amida había imbuido en el nembutsu.
Otra razón importante para que Hōnen promoviera la repetición extensiva de nembutsu era su creencia de que esta práctica establecía un fuerte vínculo devocional entre el practicante y el Buda Amida. Así, en el capítulo 2 del Senchakushū se afirma: «aquellos que cultivan las prácticas correctas y auxiliares se vuelven extremadamente íntimos y familiares con el Buda Amida».
Hōnen también sostenía que la recitación del nembutsu podía conducir a un estado de samadhi (absorción meditativa) especial.Este «samadhi del nembutsu» era una experiencia religiosa elevada en la que incluso se podía tener una visión del Buda y de la tierra pura. Hōnen consideraba que esta experiencia de samadhi era importante para legitimar la autoridad de un instructor budista.
Estos temas dieron lugar a importantes disputas entre los seguidores de Hōnen en torno a dos posturas: la llamada única (Jp: ichinengi) y la llamada múltiple (tanengi). La llamada única sostenía que, dado que sólo era necesario recitar nenbutsu una vez para liberarse, no había necesidad de acumular muchas recitaciones, mientras que la llamada múltiple sostenía que era necesario recitar nenbutsu tanto como fuera posible (decenas de miles de veces al día incluso). Hōnen promovía la práctica sostenida tal como la enseñanza de "llamada múltiple", aunque también decía que uno podía salvarse incluso con unas pocas recitaciones (pero esto no era una excusa para abandonar la práctica).

### Prácticas auxiliares
Dado que el nembutsu es la única práctica elegida y necesaria, la «Práctica Correctamente Establecida» (shojo no go), todas las demás prácticas eran vistas por Hōnen como meramente de apoyo o secundarias.Hōnen enseñó que la meditación, el estudio, los preceptos u otras prácticas no eran necesarias y que el nembutsu debía ser nuestra prioridad única.A través del nembutsu (incluso con sólo unas pocas recitaciones), Hōnen creía que incluso las personas menos éticas nacerían en la tierra pura.Por esto, Hōnen escribe:
Cuando considero estos asuntos cuidadosamente, deseo instar a que cualquiera que desee escapar rápidamente del ciclo de renacimiento y muerte debería cesar temporalmente las prácticas del Camino Sagrado y seleccionar las prácticas de la Tierra Pura.
Debido a su dependencia de una única práctica sencilla, la enseñanza de Hōnen fue ampliamente criticada por «excluyente» y por descuidar la ética budista básica y la bodichita.
Sin embargo, Hōnen seguía practicando el nembutsu meditativo, mantenía los preceptos del bodhisattva, rehuía la carne y el alcohol, y continuaba realizando rituales, ordenaciones monásticas y estudiando textos. [1] [2] Así, aunque Hōnen consideraba innecesarias otras prácticas, no enseñaba que hubiera que abandonarlas por completo, ya que aún podían apoyar la práctica del nenbutsu.Por ejemplo, mantener los preceptos era importante, ya que era una forma de evitar la acumulación de mal karma, que podría convertirse en un obstáculo para la práctica.
El Senchakushū da tres razones principales por las que Buda enseñó otras numerosas prácticas en los sutras aparte del nembutsu: (1) las innumerables prácticas se enseñaron para que los seres las dejaran de lado y tomaran refugio en el nembutsu; (2) se enseñaron para guiar a los seres hacia el nembutsu; (3) se enseñaron para explicar plenamente los dos caminos (camino de los sabios y camino fácil).
Para Hōnen, la relación de uno con otras prácticas estaba definida por su relación con el nembutsu y su fe. Sostenía que, al principio, uno necesitaba tomar la decisión de centrarse exclusivamente en el nembutsu y dejar de lado todas las demás prácticas. Sin embargo, una vez que uno se había establecido firme y fielmente en esta práctica, podía reintroducir otras prácticas auxiliares de la Tierra Pura (como la bodichita y las otras cinco prácticas principales definidas por Shandao) para apoyar su práctica del nembutsu. Hōnen lo afirma claramente en el capítulo 12 del Senchakushū, donde acepta que cualquiera de las trece contemplaciones enseñadas en el Sutra de la Contemplación y todos los elementos de los tres actos puros (incluidos los preceptos), pueden contribuir al nacimiento en la tierra pura.
Además, una vez que se ha alcanzado la fe firme, también se pueden reiniciar otras «buenas prácticas diferentes que ayudan a el nembutsu» (irui no jogo).Lo que distingue a estas prácticas secundarias en esta etapa no es su contenido (siguen siendo las mismas prácticas), sino si se ha alcanzado el "establecimiento firme de la fe" (ketsujo ojoshin), es decir, la mente triple o la mente pacíficada (anjin). Esto se debe a que, una vez que se tiene una fe firme en el poder de Buda y en el nembutsu, la actitud hacia las prácticas secundarias cambia. Es decir, uno deja de verlas a través de la lente del poder propio y así puede retomarlas como ayudas para el nembutsu.

Esta relación entre el nembutsu y las prácticas secundarias es descrita por Hōnen de la siguiente manera:[1]
Si uno tiene el corazón del nembutsu, entonces dedicarse a las actividades diarias, participar en otras prácticas diversas como hacer ofrendas o meditar, e involucrarse en actividades de bienestar social es algo que uno debe hacer. Sin embargo, si estas actividades se convierten en el centro de la vida de uno y el nembutsu en algo auxiliar, entonces uno debe volver a priorizar su vida.
Así, el proceso de «seleccionar» (senchaku) el nembutsu y dejar de lado otras prácticas no es de exclusividad total y permanente, sino que incluye la reapropiación posterior de las prácticas secundarias una vez que uno ha alcanzado la verdadera fe.En esta etapa de reapropiación, las prácticas auxiliares y misceláneas son vistas no sólo como meras ayudas, sino como expresiones del nembutsu (que contiene todas las prácticas). Esto ayuda a explicar por qué Hōnen continuó realizando muchas otras prácticas junto con el nembutsu a lo largo de su vida.

### Amida y la tierra pura
Hōnen también enseñó que había tipos de relación entre Amida y los seres:
- relaciones kármicas íntimas (shin-en): Esto se refiere a cómo Amida llama a todos los seres sensibles (con el nembutsu) y cómo Amida escucha y percibe a aquellos que dicen el nembutsu.
- relaciones kármicas estrechas (gen-in): Se refiere a cómo, cuando los seres sensibles desean ver al Buda, Amida responderá a este deseo y se les aparecerá.
- relaciones kármicas superiores (zojo-en): Se refiere a cómo aquellos que recitan el nembutsu se purifican de todo su mal karma. Entonces, a su muerte, Amida y su asamblea de bodhisattvas llegarán para darles la bienvenida a la tierra pura.

La concepción de Hōnen de la tierra pura coincide Shandao y se caracteriza por tres aspectos clave. En primer lugar, creía que la tierra pura se estableció a través del poder de Amida, con el propósito fundamental de salvar a todos los seres. En segundo lugar, Hōnen enfatizaba cómo, incluso si los individuos entran en la tierra pura estando aún llenos de impurezas, éstas serán eliminadas a su llegada a través de la gracia de Amida. En tercer lugar, Hōnen sostuvo que la tierra pura era un reino real con formas y características divinas. Reconociendo que los seres ordinarios tienden a percibir la realidad en términos concretos, aferrandose a la formas, el Buda Amida los conduce a una tierra pura llena de bellas formas. De este modo, Hōnen rechazó las nociones de una visión puramente simbólica o psicológica de la tierra pura.

## Influencia
Hōnen ejerció una profunda influencia en figuras budistas posteriores, tanto dentro de las tradiciones de la Tierra Pura como fuera de ellas. Su defensa de una única práctica elegida marcó un significativo alejamiento de las prácticas más complejas de las escuelas Tendai y Shingon hacia una práctica más devocional y accesible.Como han señalado estudiosos como James Foard, el movimiento devocional de Hōnen eliminó la necesidad de la mediación de una clase sacerdotal e hizo que la Budeidad completa estuviera fácilmente al alcance de todos los laicos.Este énfasis en una única práctica accesible se convertiría en el sello distintivo de otras «Nuevas escuelas Kamakura» populares del budismo japonés, incluyendo la escuela Sōtō de Dōgen y la tradición del sutra del loto de Nichiren.
El énfasis de Hōnen en la fe y la práctica por encima del escolasticismo sentó las bases para desarrollos posteriores en el pensamiento japonés de la Tierra Pura e hizo de la Tierra Pura una forma de budismo muy atractiva entre las masas, que acabaría superando en popularidad a las otras escuelas del budismo japonés en periodos posteriores. Hōnen es considerado el fundador de la escuela Jōdo-shū. Sin embargo, durante la vida de Hōnen, Jōdo-shū nunca se separó del establecimiento Tendai, y en realidad era sólo una facción (ha) o subsecta de la escuela Tendai. Sin embargo, después del siglo XIV, esta facción se convirtió en una tradición verdaderamente independiente.
Entre sus sucesores más directos se encontraba Shinran (1173–1263), el fundador de Jōdo Shinshū, quien enfatizó la dependencia absoluta en la gracia de Amida.Incluso dentro de otras escuelas como Shingon, Kegon, Hosso y Tendai, el legado de Hōnen y la popularidad del nembutsu contribuyeron a debates continuos sobre la práctica, la fe, el nembutsu y la tierra pura (a menudo sirviendo como un oponente clave para definir su ortodoxia). Esto refleja su impacto duradero en el budismo japonés.
La influencia de Hōnen se extendió también a la cultura secular, como puede verse por su aparición en numerosas obras de la literatura japonesa, tales como el Cuento de Heike, el Espejo del Este (Azuma kagami) y Ensayos en la ociosidad (Tsurezuregusa).

### Discípulos
En 1204, Hōnen tenía un grupo de discípulos que sumaban alrededor de 190 personas. Este número se deriva de la cantidad de firmas encontradas en el Shichikajō-kishōmon (七箇条起請文, 'Shichikajō-kishōmon' o 'Juramento de los Siete Artículos'), una guía de reglas de conducta en la comunidad Jōdo Shū para calmar las preocupaciones de otros grupos.Algunos de sus discípulos más importantes incluyen:
- Benchō (1162–1238): Fundador de la rama Chinzei de Jōdo-shū, una de las ramas más grandes e influyentes de la escuela. A menudo llamado Shōkō, fue uno de los monjes exiliados en 1207 (a Chinzei, Kyushu) y fue partidario de la posición tanengi.[67]
- Genchi (1183–1238): Asistente personal de Hōnen y amigo cercano de Benchō.
- Shōkū (1147–1247): Fundador de la rama Seizan (Montaña del Oeste) de Jōdo-shū, otra de las ramas más grandes e influyentes. No fue exiliado como otros discípulos y pudo continuar estableciendo la escuela de la Tierra Pura en el área de Kioto.
- Kōsai (1163–1247): Promovió una versión de la controvertida enseñanza de la "una invocación" (ichinengi) de Jōdo-shū. Fuentes de Chinzei-ha afirman que fue expulsado de la comunidad de Hōnen por el propio Hōnen. Pero es probable que estas afirmaciones sean invenciones sectarias posteriores de la secta Chinzei, ya que fuentes anteriores de otras tradiciones no mencionan esto.[61][67]
- Ryūkan (1148–1227), quien enseñó que tanto muchas invocaciones como una sola invocación eran verdaderas.
- Chōsai (1184–1266): Fundador de la rama Shōgyōhongangi, que creía que todas las prácticas budistas pueden conducir al renacimiento en la Tierra Pura.
- Rensei (1141–1208): Anteriormente un notable samurái llamado Kumagai no Jirō Naozane que había luchado en la Batalla de Ichi-no-Tani y matado al líder del clan Taira, Taira no Atsumori.

### Críticas
Hōnen enfrentó muchas críticas feroces desde diversos sectores. Los monjes de Tendai y Shingon acusaron a Hōnen de descartar las prácticas budistas tradicionales, como los preceptos, los rituales esotéricos y el estudio académico. Su énfasis en el nembutsu se consideraba excesivamente simplista y como un rechazo del camino budista más amplio. Los críticos también argumentaron que la enseñanza de Hōnen de la salvación a través del nembutsu solo podría conducir a la laxitud moral y algunos temían que tanto laicos como monjes descuidaran la conducta adecuada.
En respuesta a estas preocupaciones, Hōnen aclaró en varios escritos, incluido el Juramento de los Siete Puntos (Shichikajō seikai) que él y sus estudiantes firmaron juntos, que no rechazaba la moralidad y otras prácticas budistas.  Hōnen también rechazó explícitamente una interpretación errónea de su enseñanza llamada "fomento de la mala conducta" (zōaku muge), que era la idea de que uno puede abandonar y violar los preceptos budistas sin preocuparse, ya que Amida nos salvará de todos modos.También les dijo a todos sus seguidores que no criticaran las prácticas de otras escuelas. De hecho, aunque Hōnen creía que el nembutsu era la forma más efectiva de alcanzar la Budeidad, no creía que otras prácticas fueran inútiles. Sostuvo que posiblemente también podrían conducir a la liberación para algunos, pero que esto no era seguro, a diferencia del nembutsu.
A pesar de todo esto, numerosas figuras escribieron textos criticando la enseñanza de Hōnen, incluyendo a Myōe, quien escribió Zaijarin (Rompiendo el círculo de la herejía), y Jōkei, el monje que también fue autor de la Petición de Kofukuji para prohibir la enseñanza de Hōnen. Dōgen, el fundador de Sōtō Zen, también criticó la enseñanza de Hōnen como "completamente errónea", afirmando que la repetición del nembutsu era "inútil, como una rana en un campo de primavera croando noche y día".
La crítica más enérgica de Myōe fue que la enseñanza de Hōnen abandonó la generación del bodhicitta (la mente dirigida al despertar por el bien de todos los seres), que es el fundamento de todo el budismo Mahayana.Si bien Hōnen no ignoró el bodhicitta en sus obras, parece haber sostenido que no era posible generarlo a través del poder propio, por lo que uno debería concentrarse primero en el nembutsu.En respuesta a estas críticas, los estudiantes de Hōnen también ofrecieron sus refutaciones y escribieron varias respuestas. Quizás la más famosa de ellas sea el Kyōgyōshinshō de Shinran, que ha sido considerado una refutación a las críticas de Myōe. Shinran afirmó que la verdadera fe (shinjin) en Amida no era otra cosa que bodhicitta.
Algunas figuras incluso calumniaron a Hōnen. Por ejemplo, Jien, el Abad Tendai del Monte Hiei, afirmó que Hōnen sufría de posesión demoníaca.Del mismo modo, Nichiren afirmó que la enseñanza del nembutsu de Hōnen llevaría a la gente al infierno en su Tratado sobre el Nembutsu y el Infierno Eterno (Nembutsu muken jigoku sho).Myōe escribió que, dado que Hōnen abandonó el bodhicitta, "era despreciable, no mejor que una roca sensible, un sacerdote que ya no es budista, el mensajero del diablo".
La doctrina de Hōnen también generó preocupaciones sociales y políticas entre las escuelas rivales. Al afirmar que todas las personas, independientemente de su estatus social o formación religiosa, podían alcanzar la salvación simplemente a través del nembutsu, sus enseñanzas socavaron el apoyo social y la autoridad tanto del establecimiento monástico budista como de las élites gobernantes que patrocinaban las escuelas tradicionales.Esto, así como una ola de conversiones de escuelas más antiguas a la escuela del nembutsu, es la razón por la que hubo una oposición política tan fuerte al movimiento de la Tierra Pura de Hōnen.